# Estabilizador de mastócitos
Os estabilizadores de mastócitos são medicamentos à base de cromonas usados para prevenir ou controlar algumas doenças alérgicas. Atuam através do bloqueio de um canal de cálcio essencial para a degranulação dos mastócitos, estabilizando a célula e impedindo a libertação de histamina.